# 卡爾迪耶羅戰役 (1805年)
卡尔迪耶罗战役（德语：Schlacht bei Caldiero）发生于1805年10月30日。此役中，由安德烈·马塞纳元帅率领的法兰西第一帝国军队对抗由泰申公爵卡尔大公指挥的奥地利军队。法军的实际参战人数只有整个军团的一部分，大约33,000人，但卡尔大公的大部分军队（49,000人）都参加了此次战役。卡尔大公的部队只有保罗·戴维多维奇的部队由于保卫阿迪杰河和弗朗茨·塞拉夫的部队由于需要掩护奥军右翼而没有实际参战。此役发生在维罗纳以东15公里处的卡尔迪耶罗，属于拿破仑战争中第三次反法同盟战役的一部分。

## 背景
1805年10月中旬，经验丰富的法国将军安德烈·马塞纳元帅曾在1796-1797年的战役中于伦巴第与奥地利人交手，此时他正在等待巴伐利亚的事态发展。10月18日，马塞纳在维罗纳战役中占领了阿迪杰河东岸的桥头堡。黎明时分，法军从维罗纳向约瑟夫·菲利普·武卡索维奇的师发起进攻。经过激烈的战斗，纪尧姆·菲利伯特·杜赫斯梅和加斯帕德·阿梅德·加丹的师占领了阿迪杰河东岸的一个阵地。法军于维罗纳战役中阵亡77人，负伤246人，奥军阵亡246人，负伤906人。卡尔大公对武卡索维奇的表现非常不满，让弗朗茨·塞拉夫接替武卡索维奇的职位。
法皇拿破仑在乌尔姆战役中歼灭奥军主力的消息终于在10月28日传达给马塞纳。得知消息后，马塞纳下令立即对意大利北部的奥军发起进攻。马塞纳计划带领3个师越过阿迪杰河，留下1个师来保护维罗纳，马塞纳计划向奥地利本土推进。
10月29日的战斗被一位历史学家认为是卡尔迪耶罗战役的一部分。那天，法军有2个师向左进攻罗森伯格，而另外2个师则向维罗纳市郊的维罗内塔前进。看到大批法军逼近后，奥地利人放弃了维罗内塔，退回到另一座小镇圣米歇尔。法军重创了罗森伯格的奥地利守军，并在巷战后迫使约翰·玛丽亚·菲利普·弗里蒙特的奥地利军队撤出圣米歇尔。在这一天结束时，马塞纳的军队已经逼近卡尔大公的主要防线。法军在这一天的行动中统计有527人伤亡，另有157人被俘。奥军的伤亡人数再次增加，有1,926人伤亡，还有1,114人被法军俘虏。
卡尔大公本人敏锐地意识到了乌尔姆沦陷的可怕后果，于是他计划向维也纳后撤，以加强奥地利的剩余军队与俄罗斯盟军的联系。然而，为了阻止马塞纳的追击，他决定让大军突然转身与法军交战，希望通过击败马塞纳来确保他向奥地利内陆的安全撤退。

## 作战计划

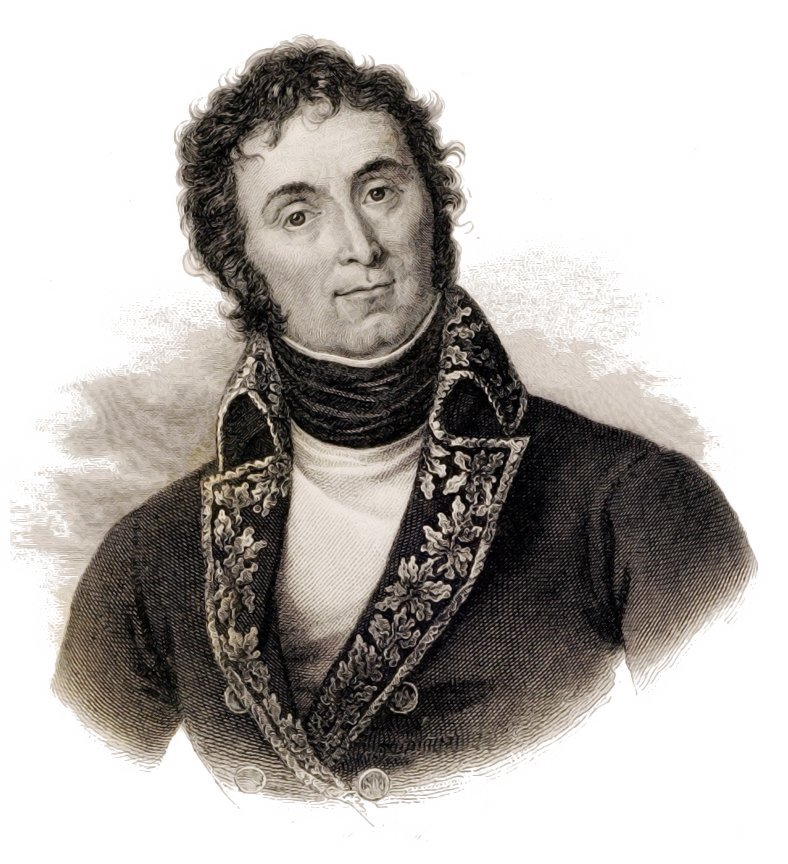
安德烈·马塞纳

卡尔大公已经为法军的进攻做好了准备，事先占领了战略要地卡尔迪耶罗，并部署了不少于58门火炮和24门迫击炮。奥地利军队分为三个主要集团：在右边，约瑟夫·安东·冯·辛布申占领了科隆诺拉的高地，他的骑兵集结的圣泽诺峡谷；在中部，海因里希·冯·贝勒加德伯爵覆盖了主要公路，并守住了公路以北的防御工事，以及公路以南的蒙特罗卡和蓬泰罗塔；左翼由罗伊斯-普劳恩亲王海因里希十五世的部队组成，将奥地利防线延伸至基亚维耶特。约瑟夫·阿尔芒·冯·诺德曼的独立师在基亚维卡德尔克里斯托附近保护阿迪杰河一线。
在侦察了奥地利军队的阵地后，马塞纳制定了他的计划。一个师讲在骑兵的掩护下沿公路进攻。在左侧，一个师将着手占领科洛诺拉的高地。在右边，另一个师将向贡比奥内进军，以攻击卡尔迪耶罗，但该师师长纪尧姆·菲利伯特·杜赫斯梅被命令不能在中午前发起进攻。最后，让-安托万·维迪埃的部队将在在佩尔扎科越过阿迪杰河，在查尔斯·约瑟夫·德·普利的骑兵部队的援助下将敌人向左驱赶，剩余的骑兵部队负责将维迪埃的部队与大部队组成联系。

## 战斗

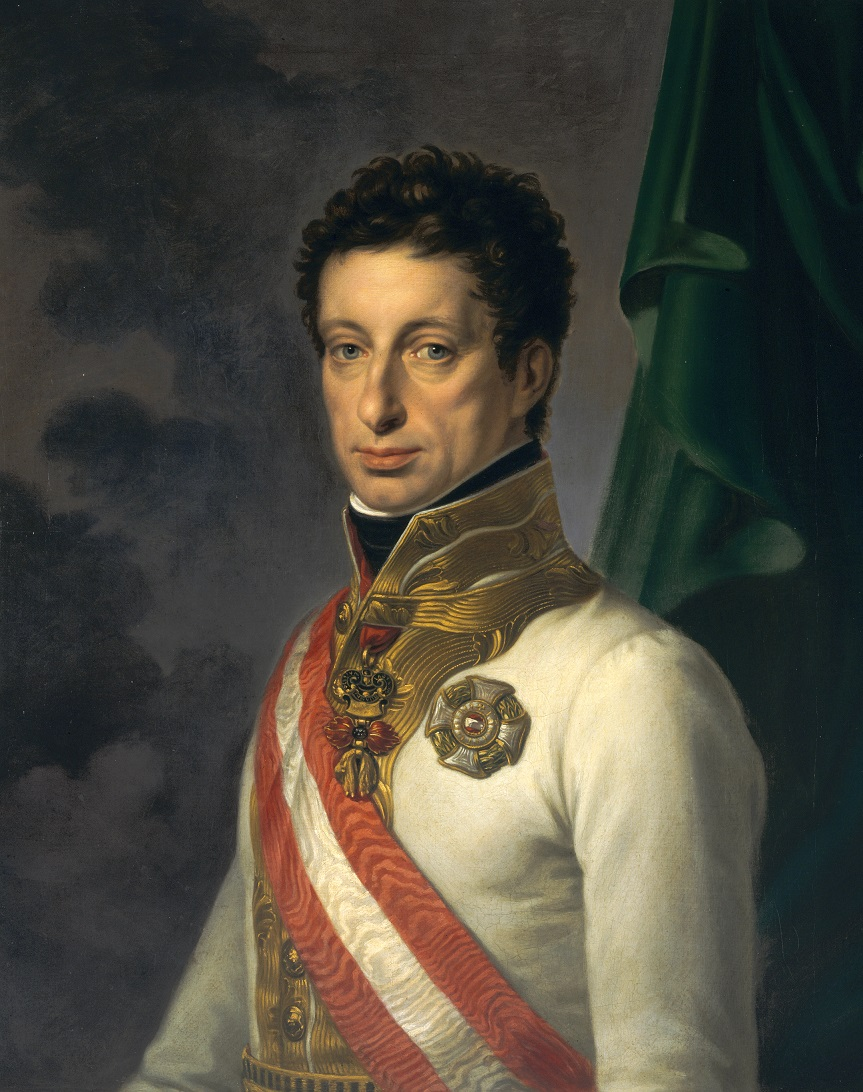
卡尔大公

马塞纳计划等待维迪埃的侧翼机动，然后在机动成功后再进行正面攻击，但卡尔大公则采取了主动，并开始向法国军队的两侧进攻。奥军指挥官约瑟夫·安东·冯·辛布申带着他的骑兵部队，向法军采取了行动，从科洛诺拉高地的斜坡上冲下来，接近了法军的阵地。战场的另一边，奥军指挥官约瑟夫·阿尔芒·冯·诺德曼也顺着阿迪杰河的河岸向前移动。法军与辛布申的部队发生冲突，后者不敌，被迫回到科隆诺拉的斜坡上。正当法国人上坡进攻该阵地时，奥地利人得到了增援，因此击退了法军的进攻，将法军推入峡谷。法军的第二次进攻也宣告失败，战斗持续了一整天，但最终高地仍在奥地利军队手中。

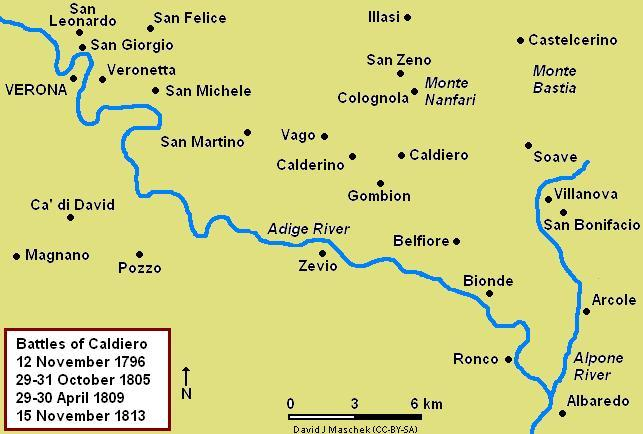
卡尔迪耶罗战役地图

在中央，加斯帕德·阿梅德·加丹的进攻比预定时间晚，但他的部队最终还是开始向卡尔迪耶罗挺进，对抗贝勒加德的奥地利军队。加丹的第一次进攻失败了，被迫回到罗塔，在那里他立即得到了两支部队的援助。随着战斗力得到增强，加丹再次向奥军阵地推进，这一次法军设法占据了卡尔迪耶罗的一个战略要地。但随后奥军的激烈反击重新夺回了该阵地，但加丹得到了杜赫斯梅的一个旅增援，重新夺回了卡尔迪耶罗。贝勒加德与奥军增援部队合作进行了一次反击，并在付出了相当大的伤亡后将法军赶出卡尔迪耶罗，但加丹的部队在激烈的肉搏战后发起了冲锋并重新控制了该地。奥军最终选择撤离阵地，筋疲力尽的法军发起了小规模的追击，然后又退回到相对安全的地区。
在法国右翼，杜赫斯梅将军早早地与罗伊斯-普劳恩王子的军队作战。然而，杜赫斯梅看到他左边的战局迅速恶化，因此被迫派出马修·赫尔宾的旅来支援加丹对卡尔迪耶罗的进攻。赫尔宾的旅一直战斗到夜幕降临。
在战线最右边，维尔迪埃指挥的法军正在按照命令进行侧翼机动，当时他得知戴维多维奇带领的奥军已经在博纳维戈越过阿迪杰河，并已经有一部分奥地利部队在右岸时，维尔迪埃立即放弃了预定的渡河计划，而是决定立即在泽维奥过河。然而，维迪埃并没有像他希望的那样攻击诺德曼部队的后方，而是发现自己面对的是诺德曼的主力部队，奥军这很快就把这一支法军部队逼回了河对岸。
随着夜幕降临，战斗停止了，奥军已经在战场的大部分地区脱离了与法军的接触。卡尔大公决定第二天不再继续战斗，并开始趁夜色撤离。

## 伤亡

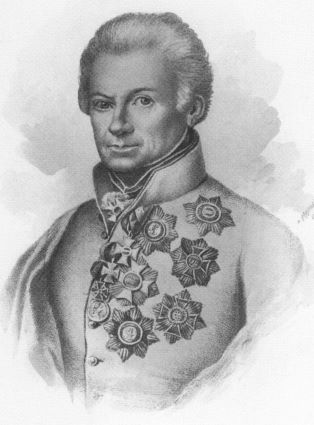
罗伊斯王子

此役中，战斗双方皆伤亡惨重，法军损失的人数仅比奥军略少，约为3,700至4,200人。法军还失去了第2步炮兵团的马内勒上校，他在战斗中受了致命伤。法军第5线列步兵团的损失尤其惨重，该团几乎失去了两个帝国鹰标。另一个消息来源称奥军损失了5,700人，并指出卡尔大公声称对法军造成了8,000人的伤亡。第三个消息来源称奥军的损失超过了5,500人，并称法军将他们的伤亡人数少报为2,000人，而他们的损失则至少有5,000人。
10月30日，由于在卡尔迪耶罗的失败，奥地利军队还失去了5,000名士兵和70名军官（其中有3名上级军官）及其武器和财物。这些人在希林格将军的指挥下驻扎在卡拉阿尔贝蒂尼，并被迫向法军投降。尽管法军同意释放囚犯，但5,000名普通士兵不会被释放。

## 战略后果
卡尔大公于11月1日上午开始撤退，给弗里蒙特将军留了一支后卫部队来拖延法军的追击。弗里蒙特的混合旅由四个步兵营和十二个骑兵中队组成，只轻微地参与了此次战斗。在步兵和一个额外的骑兵团的加强下，奥军的后卫部队在法军德斯帕涅的骑兵和第22轻步兵团的追击下展开了激烈的战斗。
奥军贝勒加德、罗森伯格和罗伊斯的部队撤退到维琴察，而戴维多维奇的军团撤退到帕多瓦。为了在马塞纳的后方制造麻烦，卡尔大公命令戴维奥维奇用12个步兵营增援威尼斯驻军。但卡尔不知道，此时洛朗·古维翁-圣西尔麾下拥有8,700人的法军意大利师正从意大利中部向东北进军。当该部到达威尼斯附近时，圣西尔有足够的兵力封锁港口，防止奥地利驻军骚扰马塞纳的通讯线路。
卡尔大公的部队稳步撤退，于11月4日在布伦塔河附近的圣彼得罗因古进行了一次阻击行动，其中一个营被法军摧毁。11月11日，双方在塔利亚门托河以东的瓦尔瓦松发生了另一场冲突，卡尔大公的部队在那里抵挡了法军的追击。在撤退期间，德斯帕涅率领自己的轻骑兵师、维迪埃师的安托万·迪戈内旅、塞拉斯的步兵师和普利的胸甲骑兵追击奥地利军队。事实上，马塞纳的主力落后于奥地利人三天，但法军先锋部队的不断追击使卡尔大公误认为法军的主力就在自己身后。卡尔大公于11月13日渡过了索查河。11月16日，卡尔·冯·文森特阻止了法军在格拉迪斯卡迪松佐渡过索查河的企图。
战争开始时，奥地利的约翰大公被指派指挥提洛伯和福拉尔贝格的军队。他被指示将弗朗茨·杰拉西奇（Franz Jellacic）和弗朗茨·泽维尔·冯·奥芬伯格（Franz Xavier von Auffenberg）领导的部队分到多瑙河军队。奥芬伯格的师在维尔廷根战役中惨败，后来在乌尔姆战役中投降。杰拉西奇被要求在博登湖附近守卫多瑙河军队的南翼，直到皮埃尔·奥热罗元帅的第7军将他的部队粉碎。杰拉西奇于11月14日在多恩比恩投降中与他的步兵投降，但他的骑兵成功逃走。路易·维克多·罗汉-盖梅内亲王率领的提洛伯军队的另一个旅在撤退中被分开，向南逃去，冲向威尼斯。11月24日，罗汉的4,400名士兵在威尼托堡战役中被夹在让·雷尼尔和圣西尔的部队之间，被迫向法军投降。1805年11月19日，约翰大公带着大约20,000名士兵成功地逃到了东部，并成功地在在博韦茨上游的伊松佐附近击退了尼古拉斯·伯纳德·吉奥·德·拉库尔（Nicolas Bernard Guiot de Lacour）的龙骑兵。
卡尔大公希望向东北进军到菲拉赫，以便早日与他的兄弟约翰大公会合。然而，他听说拿破仑的一些部队正从多瑙河谷向他的方向移动。11月4日，米歇尔·内伊元帅的第6军在沙尔尼茨被击退，受到了800人的伤亡。然而，法军另一个旅于同一天在更西边的洛伊塔施突破了一个山口，俘虏了大约600名奥地利线列步兵。11月7日在魏尔，奥古斯特·德·马尔蒙的第2军团俘虏了属于奥军的两个营。第二天，在更远的东边，路易·达武的第3军先锋部队在玛丽亚泽尔战役中击溃了一个奥军纵队。内伊于11月7日占领了因斯布鲁克，而马尔蒙正前往施蒂尔马克州的莱奥本。得知了这些新信息，卡尔大公反而指挥他的部队沿着更偏东的道路向卢布尔雅那进发。马塞纳于11月16日暂停了对卡尔的追击。
11月26日，卡尔和约翰大公在马里博尔附近会合。尽管他现在拥有一支85,000人的军队，但卡尔选择不通过攻击马尔蒙来向维也纳发起反击。相反，他的行动相当缓慢。卡尔在穆尔河上安营扎寨，直到12月2日撤回匈牙利。当他于12月6日到达克尔门德时，奥斯特利茨战役已经打响，最终法国取得了决定性的胜利。
即使在取得巨大胜利之后，拿破仑仍认为卡尔大公的庞大军队是一种威胁。因此，他指示马塞纳将他的军队重组为第8军，向东进行扫荡，并将两支重骑兵部队派往格拉茨。马尔蒙与第2军在格拉茨集结，而内伊则与他的第6军抵达克拉根福。拿破仑将达武元帅的第3军驻扎在布拉迪斯拉发，让·德迪厄·苏尔特的第4军驻扎在维也纳以南。此时卡尔大公的军队已经被完全包围。12月26日，普雷斯堡条约签署，战争宣告结束。

## 评论
这场战斗对法军来说是一次重大的战略胜利，因为此役使法军能够密切追踪奥地利军队并在多次小规模冲突中不断骚扰奥军，即使对方已经退回到奥地利本土。马塞纳成功拖住了卡尔的部队，并有效阻止其支援多瑙河军队，极大地影响战争的结果。
历史学家至今仍在对卡尔迪耶罗是法国战术胜利、奥地利战术胜利还是平局存在分歧，但不可否认的是，法军于此役中获得了战略胜利。

## 脚注
1. 1 2 3 4  Pigeard, 170
2. 1 2 3 4 5 6 7  Pigeard, 172
3. ↑  Pigeard, 178
4. 1 2 3 4 5 6  Pigeard, 171
5. ↑  Schneid, 27–28
6. ↑  Smith, 209. Smith writes that the battle lasted from 29 to 31 October.
7. ↑  Schneid, 30
8. 1 2  Fierro, Palluel-Guillard, Tulard, 580–581
9. ↑  Pigeard, 171–172
10. 1 2 3  Schneid, pp 42–43
11. ↑  Smith, 209–210
12. ↑  Schneid, 39
13. ↑  Rothenberg, 94
14. ↑  Smith, 210. Smith differed from Rothenberg only in giving 400 killed and listing no wounded, but this may be a misprint.
15. 1 2  Schneid, 40
16. 1 2  Schneid, 41
17. ↑  Smith, 211–212
18. ↑  Smith, 213–214
19. ↑  Smith, 214
20. 1 2 3  Rothenberg, 99
21. 1 2  Smith, 215
22. 1 2  Schneid, 41–42
23. ↑  Smith, 211
24. ↑  Smith, 212